# Elizabeth Lucar

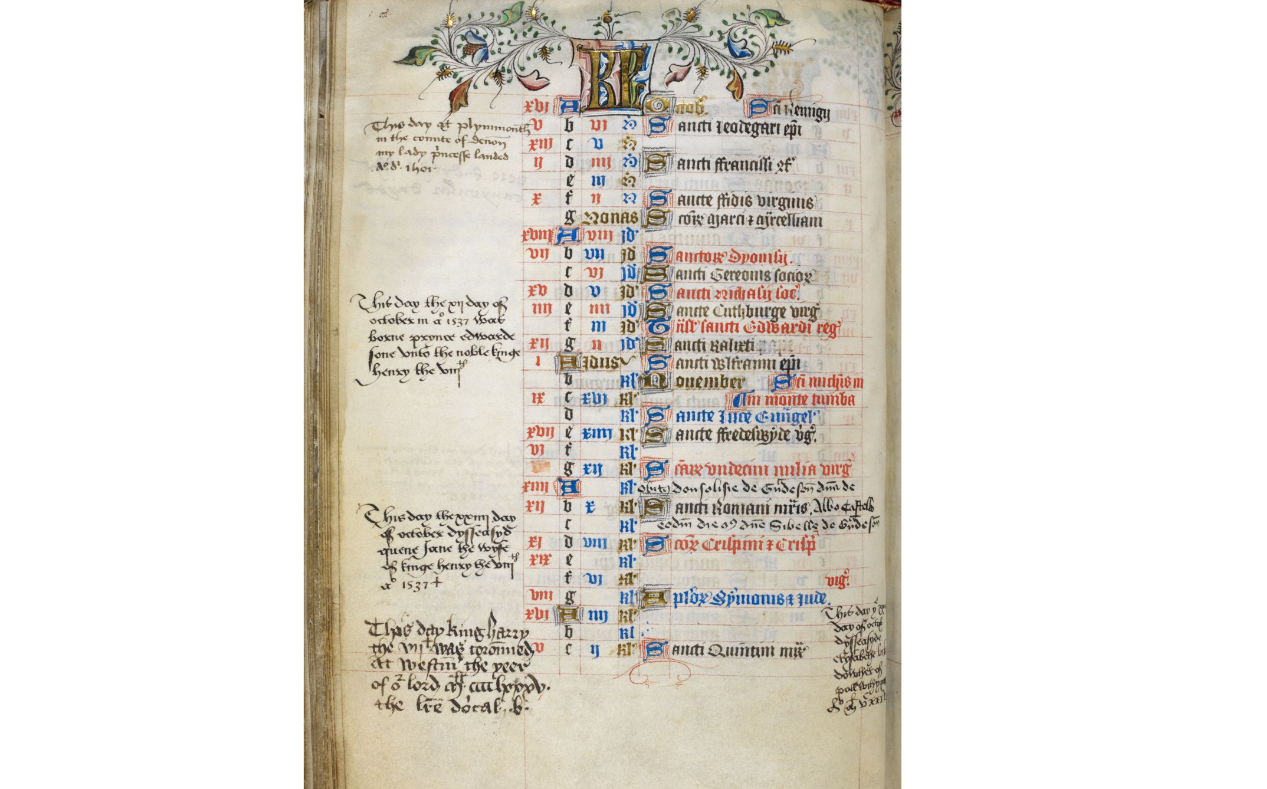
Página de Las horas de Beaufort/Beauchamp en la que se registra la muerte de Elizabeth Lucar, abajo a la derecha (Royal ms 2 a xviii f032v, Biblioteca Británica)

Elizabeth Lucar (de soltera Withypoll) (1510 – 29 de octubre de 1537) fue una calígrafa inglesa que hablaba con fluidez latín, español e italiano. Era también una consumada música, costurera y algorista.

## Trayectoria laboral
Elizabeth Lucar era miembro de una prominente y rica familia mercantil que gozaba del favor real y ocupaba cargos cívicos. Su matrimonio unió intereses comunes dentro de la Compañía de Sastres Comerciantes.
En 1525,a la edad de 15 años, escribió un ensayo sobre caligrafía titulado Caligrafía curiosa. En una obra publicada en 1904, DN Carvalho se refirió a su ensayo como el primer ensayo en inglés sobre ese tema de caligrafía, afirmación que se ha repetido en otros lugares. Sin embargo, la obra no existe y Curious Calligraphy no se cita en ningún otro lugar. El término «caligrafía» en sí mismo parece anacrónico para el uso inglés de esa fecha. J.G Ballard, en sus Memorias de Elizabeth Lucar de 1752, no menciona ningún ensayo, pero la describe como "una calígrafa curiosa".Es posible que Carvalho, leyendo el verso de su epitafio:

'Ella hizo todos los trabajos de costura que las mujeres ejercen',

lo interpretara como: 

'ella escribió (sobre) todos los trabajos de costura'.

La dualidad de significados de 'forjó' y 'escribió' ha sido reconocida en otros lugares, pero en cualquier sentido, esa línea sólo puede significar que ella misma delineó los patrones que luego tradujo en bordados. Sin embargo, el verso"Con tres tipos de manos podía escribir, todas hermosas" indica que podía escribir maravillosamente con tres tipos de escritura diferentes.

### Conexiones reformistas
La fecha de la muerte de Elizabeth Lucar está anotada (como una interpolación) en el Calendario del Libro de Horas del siglo XV, conocido como Las Horas de Beaufort/Beauchamp. Un texto muy similar está anotado en el Calendario de una copia impresa de 1535 de Prymer de William Marshall (que incorporaba textos en inglés de los Salmos traducidos del latín de Martin Bucer,disfrazados al ser impresos en paralelo con el latín de la Vulgata ). La identidad textual de las inscripciones en estos dos calendarios indica que pertenecían a alguien profundamente interesado en las lecturas de los salmos de la Reforma y a quien Isabel conocía bien. El mecenazgo del arte religioso por parte del padre de Isabel, Paul Withypoll, queda ilustrado por el Tríptico de Withypool, una pintura devocional de la Virgen y el Niño con las santas Catalina y Úrsula, que incluye un retrato de Paul Withypoll. Se muestra una figura femenina tocando el laúd. Esta obra maestra fue encargada por Pablo al artista italiano Antonio Solario y terminada en 1514.

### Familia
Elizabeth era hija de Paul Withypoll (c.1485–1547), maestro comerciante Taylor, concejal y diputado por Londres  y su esposa Anne, hija de Robert Curzon de Brightwell, Suffolk.Paul era el tercer hijo de John Withypoll de Bristol y su esposa Alyson, hija y heredera de John à Gaunt de Cardiff ; que John Withypoll de Bristol era hijo de Robert Withypoll de Wythipool en Shropshire, origen del apellido. 

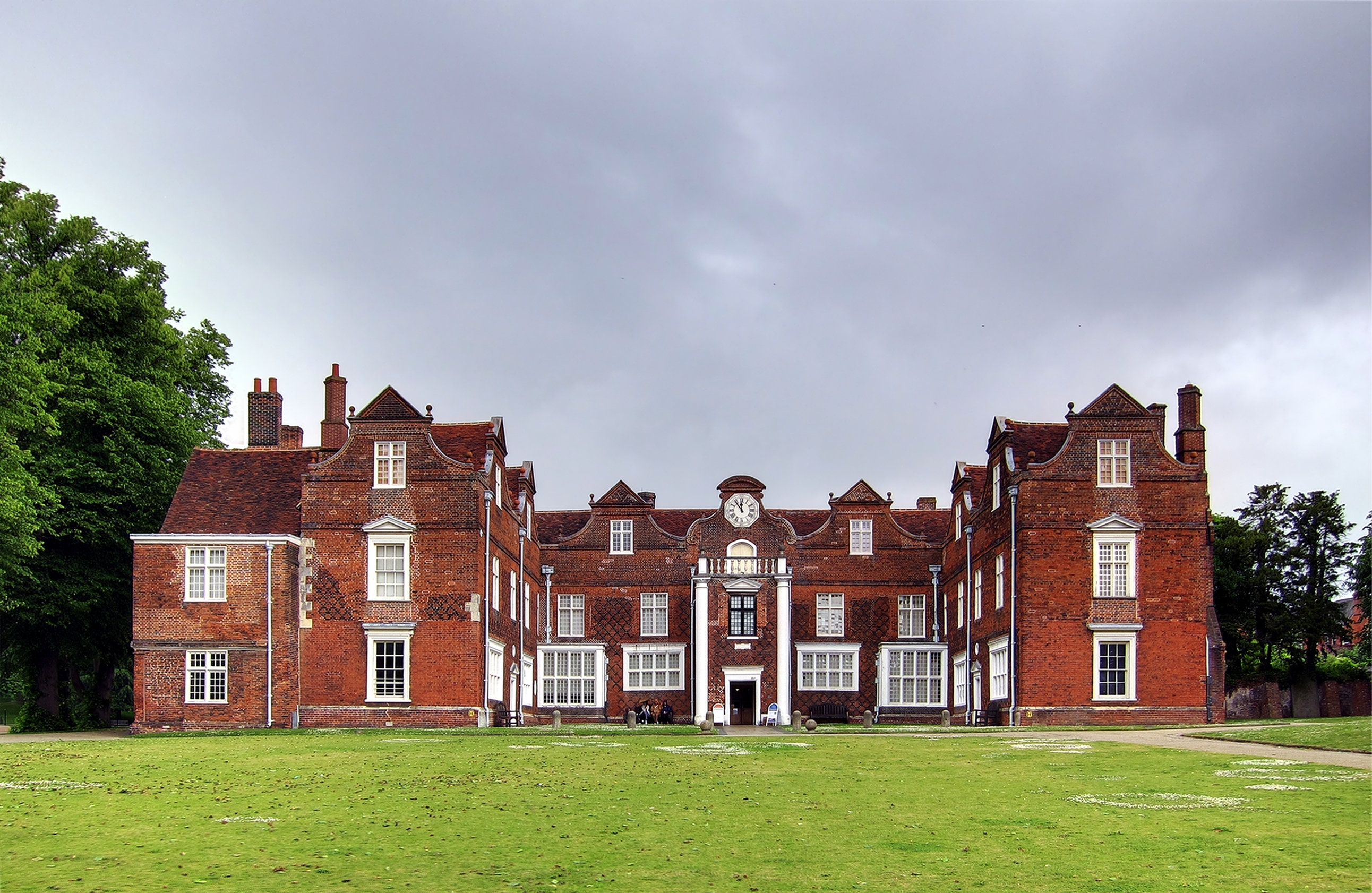
Mansión de Christchurch, Ipswich, construida por Edmund Withypoll entre 1548 y 1550 en el sitio del antiguo Priorato de la Santísima Trinidad, comprado por su padre Paul Withypoll.

Elizabeth era la hermana (¿posiblemente la única hermana?) de Edmund Withypoll, diputado, quien, después de que su padre había comprado el sitio del Priorato de la Santísima Trinidad de los canónigos agustinos en Ipswich, construyó Christchurch Mansion como casa privada allí entre 1548 y 1550. Edmund Withypoll de Ipswich y su esposa Elizabeth Hynde tuvieron 18 hijos (varios de los cuales no sobrevivieron a la infancia) de quienes Elizabeth era tía.  En 1532, Elizabeth recibió un legado de 50 libras de su extremadamente rico tío Robert Thurne o Thorne, comerciante de Londres y Bristol (que se había casado con su tía Ellen Withypoll).  Las familias Thorne y Withypoll (entre las que existían antiguos lazos de parentesco) participaban en un sindicato de comercio internacional y eran destacados coleccionistas de objetos preciosos. 
Elizabeth Lucar se casó con Emanuel Lucar (nacido en Bridgwater, Somerset, 1494, fallecido en Londres en 1574), bisnieto de Richard Lucar, mayordomo del duque de Exeter en tiempos de Enrique VI de Inglaterra (hermano de William Lucar, guardabosques del bosque de Exmoor de Enrique VI), de John Lucar de Bridgwater, hijo de John Lucar de Wythecomb.   Los hijos de Elizabeth –Emanuel, Henry, Mary, Jane y otra hija– y los de la segunda esposa de su marido, Joan Turnbull o Trumball  aparecen en la Visitación del Heraldo a Londres de 1568. 
En el testamento de Emanuel Lucar se hace referencia a un retrato pintado de Elizabeth Lucar.

## Reconocimientos
El nombre de Lucar es uno de los 999 del “Patio Heritage” de Judy Chicago 's Dinner Party, una instalación de arte feminista épica que narra la historia de las mujeres en la civilización occidental desde la prehistoria hasta el siglo XX

### Heráldica
En la Visitación de 1568 se recitan los siguientes escudos de armas para Isabel: 
Trimestral. 1 y 4, Por palo o gules, tres leones pasando por palo dentro de una bordura contracambiada.
2. De azur, tres barras o, sobre todo o una banda de gules entalladas, tres feones de plata.
3. Azul, una cruz moline entre cuatro cruces patté o.

### Epitafio
Elizabeth Lucar nació y murió en Londres y es conocida en gran parte por una inscripción en su tumba en la iglesia de St Laurence Pountney, Londres, escrita o encargada por su esposo Emanuel Lucar (1494-1574). 

Esto fue grabado por John Stowe  
"Todo corazón cristiano busca ensalzar La gloria del Señor, nuestro único Redentor: Por lo que la Dama Fama debe estar inscrita Paul Withypoll su hijo, por amor y naturaleza, Isabel, esposa de Emmanuel Lucar, En quien fue declarada la bondad del Señor, Con muchas altas virtudes, las cuales de verdad dejaré constancia.

 Ella realizó todos los trabajos de aguja que las mujeres ejercitan, Con pluma, marco o taburete, todas las imágenes son artificiales, Nudos o rastros curiosos, ¿qué fantasía podría inventar? Bestias, pájaros o flores, incluso como cosas naturales: Ella sabía escribir con tres tipos de manos, todas hermosas. Para hablar de Algorismo, o de cuentas, en cualquier forma, De mujeres, pocas como (creo) en toda esta Nación.
La dama astuta le hizo un regalo realmente excelente. La buena práctica de su Ciencia Musical, En diversas lenguas para cantar y tocar con instrumentos, Tanto Viall como Lute, y también Virginall; No sólo en uno, sino excelente en todos. Por todas las demás virtudes pertenecientes a la Naturaleza, Dios le designó una criatura muy perfecta.

 Latín y español, y también italiano, Ella hablaba, escribía y leía con perfecta elocuencia; Y para los ingleses, ella es la guirnalda pálida, En Dame Prudence Schoole, por provisión de Grace, Que la vistió de virtudes, por la ignorancia desnuda: Leyendo las Escrituras, para discernir la luz de la oscuridad, Dirigiendo su fe a Cristo, el único Marcos."
Elizabeth Lucar falleció el día 29 de octubre de 1537, año en que no se cumplieron 27 años.Esta piedra y todo lo que contiene se hicieron a expensas de Emanuel Merchant-Taylor. Después de la destrucción de la iglesia de St. Laurence Pountney en el Gran Incendio de Londres de 1666, la inscripción en placa de bronce se trasladó a St. Michael, Crooked Lane. 